# Osman Kakay
Osman Jovan Kakay (Westminster, 25 de agosto de 1997) é um futebolista serra-leonês nascido na Inglaterra que atua como lateral-direito. Atualmente está sem clube.

## Carreira
Formado nas categorias de base do Queens Park Rangers, onde atuou durante 10 anos, Kakay foi promovido ao elenco profissional em 2015, quando assinou seu primeiro contrato profissional. Em janeiro de 2016, foi emprestado ao Livingston (Escócia), onde fez sua estreia como profissional um dia depois, contra o Dumbarton, pela segunda divisão nacional. Pelos Leões, foram 12 partidas disputadas (10 pela segunda divisão e 2 pela Scottish Challenge Cup).
Reintegrado ao elenco do QPR, sua estreia pelo clube foi na Copa da Liga Inglesa de 2016–17, enfrentando o Rochdale. Até 2020 (contabilizando todas as competições), Kakay jogou apenas 19 vezes. A maior sequência de jogos do lateral foi na temporada 2020–21, quando entrou em campo 29 vezes e fez 2 gols, o primeiro na derrota por 3 a 2 para o Plymouth Argyle - durante o período, foi emprestado para Chesterfield e Partick Thistle.

## Carreira internacional
Kakay estreou pela seleção de Serra Leoa em setembro de 2018, contra a Etiópia, pelas eliminatórias da Copa das Nações Africanas do ano seguinte.
Convocado para a edição de 2021 (a primeira disputada pelo país desde 1996), foi titular nos 3 jogos dos Leone Stars, que ficaram na terceira posição do grupo E, com 2 pontos (empates com Argélia e Costa do Marfim e derrota para a Guiné Equatorial), caindo ainda na primeira fase.